# Murillo el Fruto
Murillo el Fruto è un comune spagnolo di 730 abitanti situato nella comunità autonoma della Navarra.